# Stewart's Department Store
Stewart's Department Store is een voormalige Amerikaanse warenhuisketen. Het hoofdkantoor was gevestigd aan Howard Street in Baltimore, Maryland.

## Geschiedenis
In 1901 verwierf Louis Stewart Posner's Department Store op de noordoostelijke hoek van Howard Street en Lexington Street.
In 1953 opende Stewart's zijn eerste filiaal in de buitenwijken, met een 10.000 m² grootte winkel op York Road. Dit warenhuis had twee niveaus en was omgeven door parkeerplaatsen. Het ontwerp omvatte brede glasvlakken van vloer tot plafond, die waren voorzien van 500 m² gordijnen van glasvezel. Uitgebreide muurschilderingen van Homewood House, het Washington Monument en de skyline van Federal Hill versierden de muren in de winkel, en een restaurant met een Chesapeake Bay-thema werd een bestemming voor de noordelijke shoppers. 
In de jaren 1960 en de jaren 1970 volgden nog vier andere warenhuizen. Dit betroffen het in 1962 geopende filiaal in het Reisterstown Road Plaza in 1962, de in 1969 geopende filialen in de Timonium Mall en in het Westview Shopping Center. In 1974 werd vestiging van de winkel geopend in de Golden Ring Mall in Rosedale, Maryland. In 1979 sloot het vlaggenschipfiliaal.  
De overgebleven filialen in de buitenwijken werden in 1983 omgebouwd tot Caldor-filialen, een divisie van Associated Dry Goods. De keten was een van de oprichters van Associated Dry Goods (ADG).